# Why Does the Sun Shine? (The Sun Is a Mass of Incandescent Gas)
Why Does the Sun Shine? (The Sun Is a Mass of Incandescent Gas) è un EP del gruppo alternative rock statunitense They Might Be Giants, pubblicato nel 1993.

## Tracce
1. Why Does the Sun Shine? (The Sun Is a Mass of Incandescent Gas) – 2:53 (John Flansburgh, John Linnell)
2. Jessica – 2:24 (Forrest Richard Betts, Les Dudek)
3. Whirlpool – 2:10 (Curt Kirkwood)
4. Spy – 2:30 (John Flansburgh, John Linnell)

## Formazione
- John Linnell – fisarmonica, sassofono, clarinetto, voce
- John Flansburgh – chitarra, voce
- Brian Doherty – batteria, glockenspiel
- Kurt Hoffman – clarinetto, sassofono
- Frank London – tromba
- Graham Maby – basso